# 希拉·基普罗普
希拉·基普罗普（Helah Kiprop Jelagat，1985年4月7日—）是一名肯尼亚女子长跑运动员，主攻半程马拉松和马拉松，最佳成绩分别为67分39秒和2小时21分27秒。她是2013年柏林馬拉松第四位，2014年首尔国际马拉松获胜者，以及2015年世界田径锦标赛女子马拉松亚军（2:27:36）。